# Stefan Paetow
Stefan Paetow (* 9. September 1943 in Wittenberge) ist ein deutscher Jurist und war 22 Jahre Richter am Bundesverwaltungsgericht, bis er 2008 in den Ruhestand trat. Zuletzt war er Vorsitzender Richter des für das Bau- und Bodenrecht, das Recht der Raumordnung, das Fachplanungsrecht, das Straßen- und Wegerecht und das Recht der Anlegung und des Betriebes von Flugplätzen zuständigen 4. Revisionssenat des Gerichtes.

## Leben
Stefan Paetow verbrachte seine Jugend in Amberg und in Berlin. Er studierte Rechts- und Staatswissenschaften an den Universitäten Basel, Berlin und Freiburg. Sein Studium schloss er 1966 mit dem Ersten Juristischen Staatsexamen ab. Er promovierte 1971 an der Universität Freiburg und legte 1972 das Zweite Juristische Staatsexamen ab.
Beruflich war er zunächst als Rechtsanwalt tätig, begann aber bereits 1972 am Verwaltungsgericht Freiburg seine Richterkarriere. Nach Abordnungen ab 1978 an das Bundesverwaltungsgericht als Wissenschaftlicher Mitarbeiter und an den Verwaltungsgerichtshof Baden-Württemberg wurde Paetow im Dezember 1980 Richter am Verwaltungsgerichtshof.
Am 1. Oktober 1986 wurde er Richter am Bundesverwaltungsgericht. Dort gehörte er zunächst dem unter anderem mit Umweltschutzrecht und dem Recht zur Regelung von Vermögensfragen zuständigen 7. Revisionssenat des Bundesverwaltungsgerichtes an. Oktober 1993 wurde er Stellvertretender Vorsitzender des 7. Senates. Anfang 2000 wechselte er als Vorsitzender Richter in den 9. Revisionssenat. Der Senat war seinerzeit zuständig für Asyl- und Asylverfahrensrecht. Nachdem diese Zuständigkeit zum 1. Revisionssenat wechselte auch er als Vorsitzender Richter in den 1. Senat. Der 1. Senat war neben asylrechtlichen Fragen zusätzlich mit Wirtschaftsverwaltungsrecht, Staatsangehörigkeitsrecht und Ausländerrecht befasst. Zum 20. September 2001 wechselte er als Vorsitzender an den 4. Revisionssenat, dem er bis zur Pensionierung 2008 angehören sollte.
Paetow ist ferner Herausgeber und Autor eines Großkommentars zum Baugesetzbuch und eines Kommentars zum Kreislaufwirtschafts- und Abfallgesetz.